# Fournes-Cabardès
Fournes-Cabardès  ist eine französische Gemeinde mit 52 Einwohnern (Stand 1. Januar 2022) im Département Aude in der Region Okzitanien. Sie gehört zum Arrondissement Carcassonne und zum Kanton La Vallée de l’Orbiel.

## Nachbargemeinden
Nachbargemeinden von Fournes-Cabardès sind Cabrespine im Nordosten, Limousis im Südosten, Lastours im Südwesten und Les Ilhes im Nordwesten.

## Bevölkerungsentwicklung
| Jahr      | 1962 | 1968 | 1975 | 1982 | 1990 | 1999 | 2017 | 2015 |
| Einwohner | 75   | 74   | 64   | 70   | 61   | 49   | 50   | 54   |